# Kira Kovalenko
Kira Kovalenko (Кира Коваленко), née le 12 décembre 1989 à Naltchik (alors en République socialiste soviétique autonome kabardino-balkare, RFSFR, URSS), est une réalisatrice et scénariste russe,.

## Biographie
Kira Takirovna Kovalenko (Кира Тахировна Коваленко) est née le 12 décembre 1989 à Naltchik.
Après l'obtention de son diplôme de fin d'études, Kira Kovalenko est entrée en école de design où elle apprend entre autres la conception de site web. Elle a également travaillé comme correspondante pour la télévision.
De 2010 à 2015, elle étudie à l'Atelier de cinéma d'Alexandre Sokourov en Kabardino-Balkarie de l'Université d'État de Karbardino-Balkarie (ru) la même année que le réalisateur Kantemir Balagov. Durant ses études, Kovalenko a réalisé plusieurs courts-métrages.
Après avoir obtenu son diplôme, elle déménage en Abkhazie puis à Saint-Pétersbourg. En 2017, elle habite à Moscou.
Son premier long-métrage, Sofitchka (ru), sort en 2016. C'est une adaptation cinématographique du récit homonyme de Fazil Iskander. Le film a été présenté en compétition au Festival du film Nuits noires de Tallinn.
Son second long-métrage, Les Poings desserrés, est présenté en sélection Un certain regard au festival de Cannes 2021 où il remporte le Prix Un certain regard.

## Filmographie
- 2016 : Sofitchka (ru) (Софичка)
- 2021 : Les Poings desserrés (Разжимая кулаки)

## Récompense
- Festival de Cannes 2021 : Prix Un certain regard pour Les Poings desserrés
- Festival du cinéma russe à Honfleur 2021 : Grand Prix de la Ville de Honfleur – Calvados Père Magloire pour Les Poings desserrés[9]